# Baloda Bazar
Baloda Bazar è una suddivisione dell'India, classificata come nagar panchayat, di 22.853 abitanti, situata nel distretto di Raipur, nello stato federato del Chhattisgarh. In base al numero di abitanti la città rientra nella classe III (da 20.000 a 49.999 persone).

## Geografia fisica
La città è situata a 21° 40' 0 N e 82° 10' 0 E e ha un'altitudine di 253 m s.l.m..

## Società

### Evoluzione demografica
Al censimento del 2001 la popolazione di Baloda Bazar assommava a 22.853 persone, delle quali 11.737 maschi e 11.116 femmine. I bambini di età inferiore o uguale ai sei anni assommavano a 3.306, dei quali 1.699 maschi e 1.607 femmine. Infine, coloro che erano in grado di saper almeno leggere e scrivere erano 15.748, dei quali 9.017 maschi e 6.731 femmine.